# 克爾韋屈拉

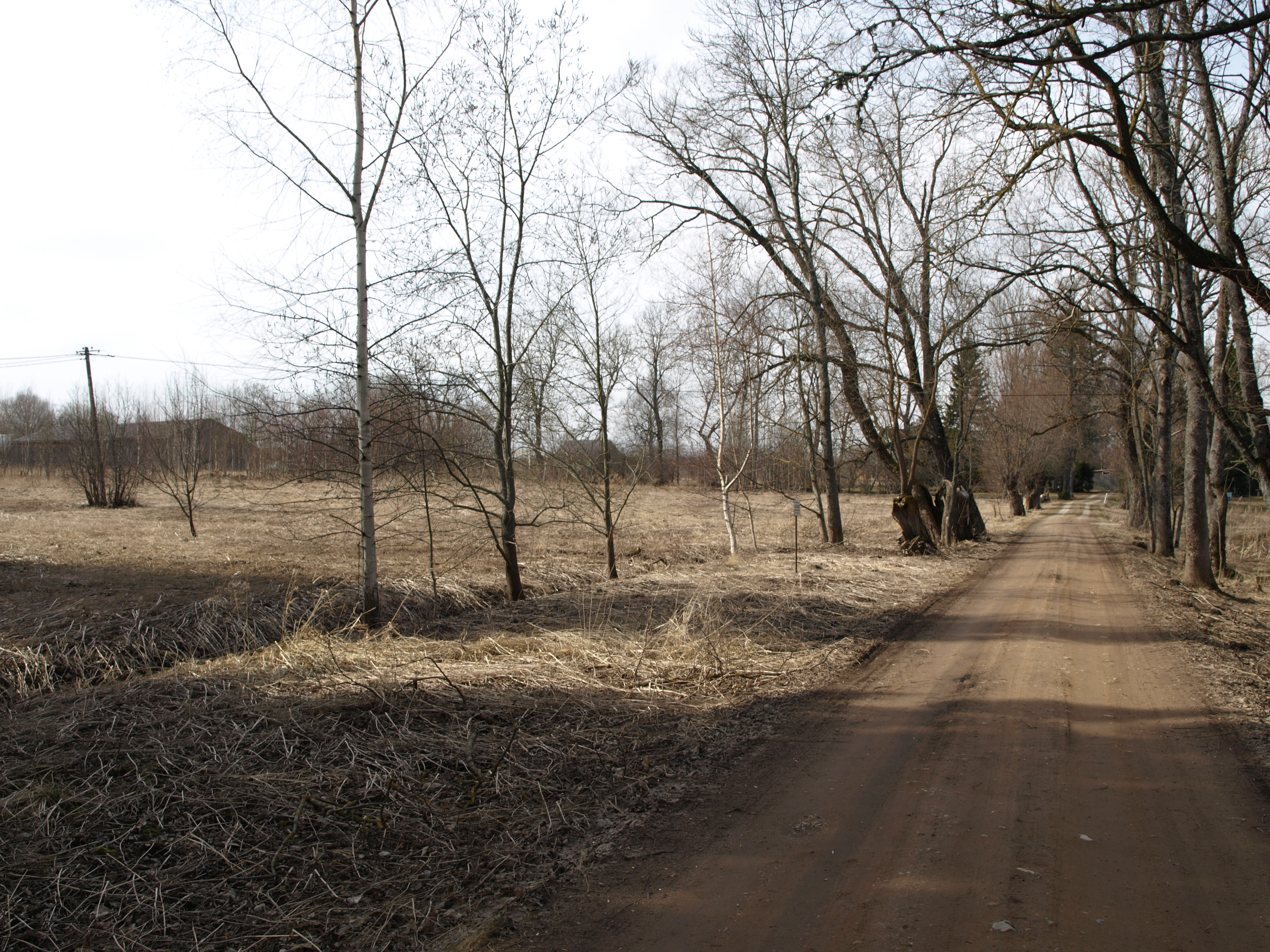
克爾韋屈拉

克爾韋屈拉，是愛沙尼亞塔爾圖縣塔爾圖市鎮内的小鎮及其行政中心，位於該國東南部，處於首都塔林東南面160公里，海拔高度68米，2012年該城鎮人口571。